# Ernst Vilhelm Martensen
Ernst Vilhelm Martensen (født 24. oktober 1838 i Ærøskøbing, død 10. juli 1917 i Vejle) var en dansk toldembedsmand og politiker. Han var medlem af Folketinget i omkring to måneder i 1881 og medlem af Landstinget fra 1184 til 1894.
Martensen, som var søn er af landbruger, blev uddannet i Toldvæsenet og var toldfuldmægtig i Ærøskøbing til 1861. Han var revisionsassistent i Finansministeriet fra 1861 til 1876 og derefter fuldmægtig i ministeriet. Fra 1877 til 1888 var han toldoppebørselskontrollør i Marstal, og endelig var han toldforvalter i Vejle fra 1888 til 1913.
Martensen havde en række tillidsposter: Han var formand for kommunalbestyrelsen i Marstal fra 1882 til 1888. Han var medlem Dansk Fiskeriselskabs bestyrelse fra 1885 til 1887 og formand og kasserer i Marstal Sømandsforening fra 1881 til 1888. I Vejle blev han medlem af havneudvalget i 1891.
Politisk tilhørte Martensen Højre. Han stillede op i Ærøskøbingkredsen ved folketingsvalget i 1879 mod kredsen folketingsmedlem siden 1866, Nicolaj Steenstrup men kunne ikke slå Steenstrup. Det lykkedes for Martensen ved det næste valg i maj 1881, men allerede i juli-valget samme år, erobrede Steenstrup kredsen tilbage. Han forsøgte igen uden held at slå Steenstrup ved valget i 1884.
30. juli 1884 blev han til gengæld valgt til Landstinget ved et suppleringsvalg i 6. Landstingskreds som blev afholdt efter oberst J.E.A. Magius' død. Martensen blev genvalgt til Landstinget ved landstingsvalget i 1886, men genopstillede ved det følgende valg i 1894.
Han blev slået til ridder af Dannebrog i 1899.